# Peter Jacobson
Peter Jacobson (født 24. marts 1965 i Chicago, USA) er skuespiller, der var med i serien House M.D. hvor han spillede rollen som Dr. Chris Taub.
Hans forældre hedder Walter Jacobson og Lynn Staus, og han har tre søstre, Geneieve Jacobson, Julia Jacobson og Wendy Jacobson.
Han er gift med Whitney Scott og de har en søn der hedder Emanual Jacobson sammen.